# Aeroportul Port Alsworth
Aeroportul Port Alsworth (IATA: PTA, ICAO: PALJ, FAA LID: TPO) este un aeroport din Alaska, Statele Unite ale Americii ce deservește zona Port Alsworth⁠(d). Aeroportul a fost tranzitat în 2019 de 5.268 de pasageri. A fost numit după zona deservită.
Situat la o altitudine de 85 m, aeroportul dispune de o singură pistă.